# Goleniowska-skoven
Goleniowska Skoven (polsk navn: Puszcza Goleniowska) er en skov i Pommern, Polen (Stettin, Goleniów og Stargard Szczeciński-byområde), på Goleniów-sletten.

## Planter

### Træer
- Fyrreslægten (Pinus)
- Eg (Quercus)
- Rød-El (Alnus glutinosa)
- Bøg (Fagus)
- Birk (Betula)

## Czarnocin Naturreservat
Czarnocin Naturreservat (polsk: Rezerwat przyrody Czarnocin) i Czarnocin og Stepnica-landsområdet (Pommern, Polen)
- Mose

## Białodrzew Kopicki Naturreservat
Białodrzew Kopicki Naturreservat (polsk: Rezerwat przyrody Białodrzew Kopicki) ved Stettiner Haff (polsk: Zalew Szczeciński, tysk: Stettiner Haff) i Kopice og Stepnica-landsområdet (Pommern, Polen)

## Floder
- Oder ved Święta (højre kyst) ved Police og Roztoka Odrzańska – en "æstuarium" i Stepnica
- Ihna
- Gowienica

## Byer og landsbyer
- Byer i Polen:
  - Stettin (Szczecin)
  - Goleniów
  - Stargard Szczeciński
  - Maszewo

- Landsbyer i Polen:
  - Stepnica
  - Kliniska Wielkie
  - Święta ved floden Oder (højre kyst) ved Police
  - Przybiernów
  - Babigoszcz
  - Lubczyna
  - Kobylanka
  - Morzyczyn

- Wikimedia Commons har flere filer relateret til Goleniowska-skoven

53°28′06″N 14°51′04″Ø / 53.4683°N 14.8511°Ø